# Carlos Alcántara Cuevas
Carlos Alcántara Cuevas (Murcia, 1 de febrero de 1985), futbolista español. Juega como lateral izquierdo y su actual equipo es el CAP Ciudad de Murcia.

## Trayectoria
Lateral izquierdo que cubre muy bien su parcela, tras jugar en las categorías inferiores del Villarreal durante 5 años, debutó de la mano de Manuel Pellegrini con el submarino amarillo en Liga, Copa, UEFA y Champiοns. Tras salir del Villarreal CF, fue cedido por el Deportivo de la Coruña al Real Jaén (temporada 06-07) y al FC Cartagena la temporada siguiente. Tras no jugar mucho en Cartagena, si lo consiguió en el Ciudad de Murcia (temporada 08-09), lo que le valió de pasaporte para cruzar fronteras y jugar en la 1ª división húngara en el mítico Ferencvarosi TC. Tras una temporada de altibajos del club húngaro, el murciano regresó a España al Alicante CF concretamente, donde fue titular indiscutible, cuajando una gran temporada en la zaga alicantina. De ahí, que el equipo madrileño CD Leganés lo llamara para defender su camiseta en la temporada 2011-2012. El equipo de la capital no consiguió su objetivo de clasificarse para play off por lo que Carlos Alcántara dejó el equipo madrileño el pasado verano para embarcarse en el ambicioso proyecto del CD Alcoyano, recién descendido de 2ª División. Tras haber disputado en esta última temporada la promoción de ascenso, la Sociedad Deportiva Logroñés se hace con sus servicios para la temporada 2013-2014.
En julio de 2014 se hace oficial su traspaso a La Hoya Lorca Club de Fútbol, equipo del grupo IV de la Segunda División B de España. Ese mismo verano contrae matrimonio con su novia de toda la vida, Carmen Hernández, natural de la localidad alicantina de Orihuela.

## Clubes
| Club                 | País    | Años      |
| -------------------- | ------- | --------- |
| Villarreal CF B      | España  | 2003-2005 |
| Villarreal CF        | España  | 2005-2006 |
| Real Jaén CF         | España  | 2006-2007 |
| FC Cartagena         | España  | 2007-2008 |
| CF Atlético Ciudad   | España  | 2008-2009 |
| Ferencváros TC       | Hungría | 2009-2010 |
| Alicante CF          | España  | 2010-2011 |
| CD Leganés           | España  | 2011-2012 |
| CD Alcoyano          | España  | 2012-2013 |
| SD Logroñés          | España  | 2013-2014 |
| La Hoya Lorca CF     | España  | 2014-2016 |
| CD Eldense           | España  | 2016      |
| La Roda CF           | España  | 2017      |
| El Palmar CF         | España  | 2017-2018 |
| CA Pulpileño         | España  | 2018-2021 |
| CD Cieza             | España  | 2021-2022 |
| CAP Ciudad de Murcia | España  | 2022-     |